# 温泉シャーク
温泉シャーク（おんせんしゃーく）は、2023年制作、2024年公開の日本の映画。架空の街「S県暑海市」を舞台に、サメが事件を巻き起こす特撮アクション映画。
2026年に2作目が公開予定。

## あらすじ
S県暑海市では、温泉の利用客が相次いで姿を消す連続失踪事件が発生。被害者たちはその後、海でサメに襲われた遺体として発見されていた。捜査に乗り出した警察署長は、太古の昔から蘇った獰猛なサメが暑海各地の温泉を自由に行き来し、人々を襲っている事実を突き止めたのだった。

## キャスト
- 束伝兵衛：金子清文[3]
- 万巻貫一：藤村拓矢[3]
- 巨勢真弓：中西裕胡[3]
- 花子浩平：内藤正記[3]
- マッチョ：椎名すみや[3]
- 安原寛之[3]
- 奥野翼[3]
- 長谷川愛美[3]
- 野二記人[3]
- 川崎美海[3]
- 藤井太一[3]
- 瑚崎まい[3]
- 日比茉鈴[3]
- 武田一馬[3]
- 宇佐美えり[3]
- 蒼井小鳥[3]
- 末永雄大[3]
- にーな[3]
- 板倉光隆[3]
- はぎわら水雨子[3]
- 詩野[3]
- 宮脇優[3]
- 阪口采香[3]
- こばやしあきこ[3]
- 安保匠[3]
- 大迫茂生[3]
- 巻上公一[3]
- 青柳尊哉[3]
- 束綾子：高樹澪[3]（特別出演）
- 万巻鉄左衛門：赤星昇一郎[3]（友情出演）

## スタッフ
- 脚本・監督：井上森人
- 音楽：神馬譲
- テーマ曲：Storytellings
- 企画協力：サメ映画ルーキー
- 協力：パピヨン本田
- 企画・プロデューサー：永田雅之
  - 一部の特殊音響効果において平沢進が携わる[4]。

## 製作

### 企画開発
「温泉シャーク」は熱海市の地域活性化をめざし、特撮と温泉をテーマにした日本発のサメ映画制作プロジェクトである。

2020年、 映像制作会社の株式会社PLAN Aは、コロナ禍において若手クリエーターの仕事が減少したことで危機感を覚えたことをきっかけに、映画製作を思い立つ。熱海を舞台として映画「熱海モンスター」（監督：秋月三佳）を製作。さらにご当地映画とジャンル映画を組み合わせた「温泉シャーク」の企画構想を行う。

2021年にはコロナ禍と熱海市伊豆山土石流災害により、「温泉シャーク」の企画進行を中止をせざるを得ない状況になる。

2021年から2022年にかけては温泉やご当地、特撮をテーマとした井上森人による監督作品（短編映画）「温泉防衛バスダイバー」「ふくしま就活ものがたり」が製作される。

2023年、サメ映画ルーキーの協力が得られ、「温泉シャーク」の企画が進行した。

### 資金調達
クラウドファンディングによる資金調達を行った。2023年6月4日、開始から5時間で目標額の100万円を達成、7月17日までの期間で最終的な支援金額は1,140万6,100円に達した。

支援プランは1支援ごとにサメが画面に1匹登場する「サメマシマシプラン」や、本編にサメの被害者として登場できる写真出演権のプランに加え、撮影で使用したサメの背びれ、尾びれのレプリカを贈呈するプランも用意された。「サメマシマシプラン」では432の支援が集まったことで、432匹のサメが登場することになっている。

### 撮影
2023年5月末に東京都内でスタジオ撮影を開始、6月1日、熱海市内各所でロケーション撮影が開始された。特撮シーンの撮影は、円谷英二監督の故郷・福島県須賀川市にて地元の協力を得て同年9月下旬に実施。映画の舞台となる町並みをミニチュアで再現し、火薬を用いた大爆破シーンなども盛り込まれる予定。
2023年12月23日にクランクアップ。

### 公開
世界サメの日である11月27日に初号試写会をリモートで開催予定。
2024年4月22日、予告編とポスターが公開された。予告ではサンシャイン池崎がナレーションを務めている。同年、「ジョーズ」のアメリカ公開日である6月20日に109シネマズ木場にて完成上映会を実施することが発表された。完成作品は日本国内でのイベントや上映に加え、英語字幕を付すことで国内外の映画祭出品と海外市場でのソフト流通をめざす。

## 受賞
- 第一回東京国際サメ映画祭 観客賞
- CAMPFIREクラウドファンディングアワード2023 たくさんの仲間を集めた部門 大賞